# Nakło nad Notecią (gemeente)
De gemeente Nakło nad Notecią is een stad- en landgemeente in het Poolse woiwodschap Koejavië-Pommeren, in powiat Nakielski.
De zetel van de gemeente is in Nakło nad Notecią.
Op 30 juni 2004 telde de gemeente 32 062 inwoners.

## Oppervlakte gegevens
In 2002 bedroeg de totale oppervlakte van gemeente Nakło nad Notecią 186,97 km², waarvan:
- agrarisch gebied: 67%
- bossen: 19%

De gemeente beslaat 16,69% van de totale oppervlakte van de powiat.

## Demografie
Stand op 30 juni 2004:
| Omschrijving                   | Totaal | Totaal | Vrouwen | Vrouwen | Mannen | Mannen |
| ------------------------------ | ------ | ------ | ------- | ------- | ------ | ------ |
| eenheid                        | aantal | %      | aantal  | %       | aantal | %      |
| inwoners                       | 32 062 | 100    | 16 604  | 51,8    | 15 458 | 48,2   |
| bevolkingsdichtheid (inw./km²) | 171,5  | 171,5  | 88,8    | 88,8    | 82,7   | 82,7   |

In 2002 bedroeg het gemiddelde inkomen per inwoner 1224,69 zł.

## Administratieve plaatsen (sołectwo)
Bielawy, Chrząstowo, Gorzeń, Gumnowice, Karnowo, Karnówko, Małocin, Michalin, Minikowo, Olszewka, Paterek, Polichno, Potulice, Rozwarzyn, Suchary, Ślesin, Trzeciewnica, Wieszki, Występ.

## Aangrenzende gemeenten
Białe Błota, Kcynia, Mrocza, Sadki, Sicienko, Szubin